# Give Me Your Love
Give Me Your Love is een nummer van de Britse dj Sigala uit 2016, ingezongen door de Britse zanger John Newman. De gitaar op het nummer wordt gespeeld door Nile Rodgers van Chic. "Give Me Your Love" is de vierde single van Sigala's aankomende debuutalbum Brighter Days.
Het nummer was veruit het meest succesvol in het Verenigd Koninkrijk, waar het de 9e positie behaalde. In Nederland haalde het nummer de 6e positie in de Tipparade, en in Vlaanderen de 1e positie in de Tipparade.